# (15330) de Almeida
(15330) de Almeida est un astéroïde de la ceinture principale.

## Description
(15330) de Almeida est un astéroïde de la ceinture principale. Il fut découvert le 8 octobre 1993 à Kitami par Kin Endate et Kazuro Watanabe. Il présente une orbite caractérisée par un demi-grand axe de 2,00 UA, une excentricité de 13,9 et une inclinaison de 22,8° par rapport à l'écliptique.